# Hendrik Willem Mesdag

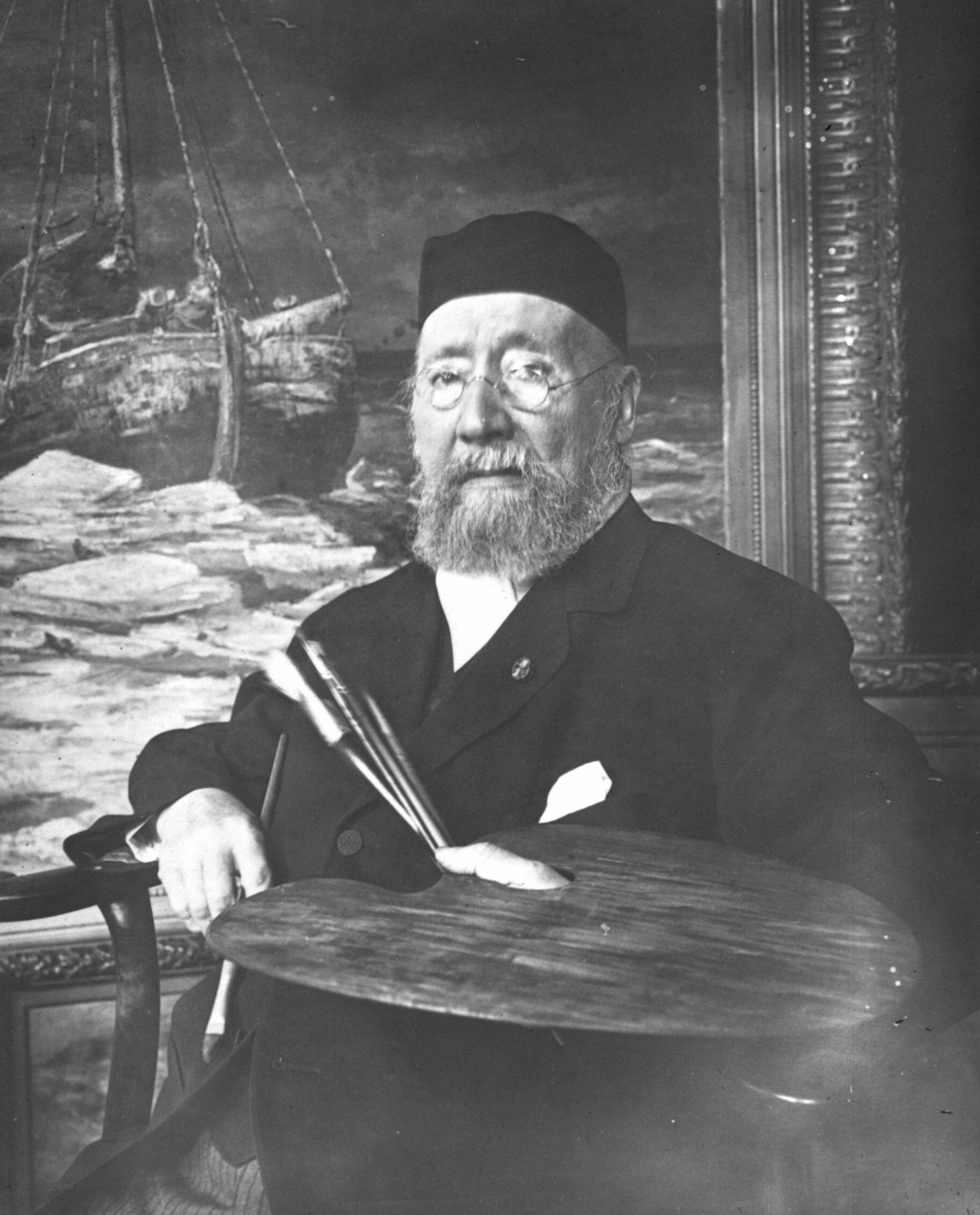
Hendrik Willem Mesdag (1913)

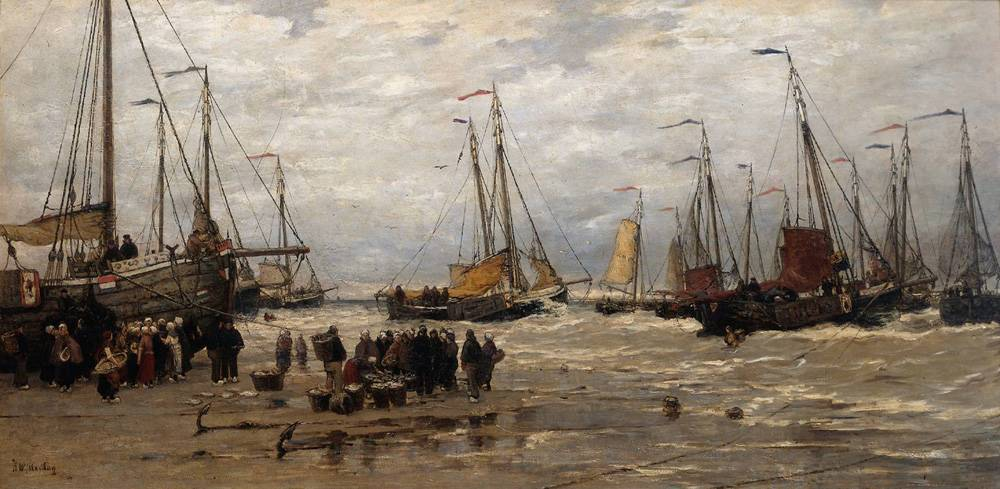
Pinken in der Brandung (1880)

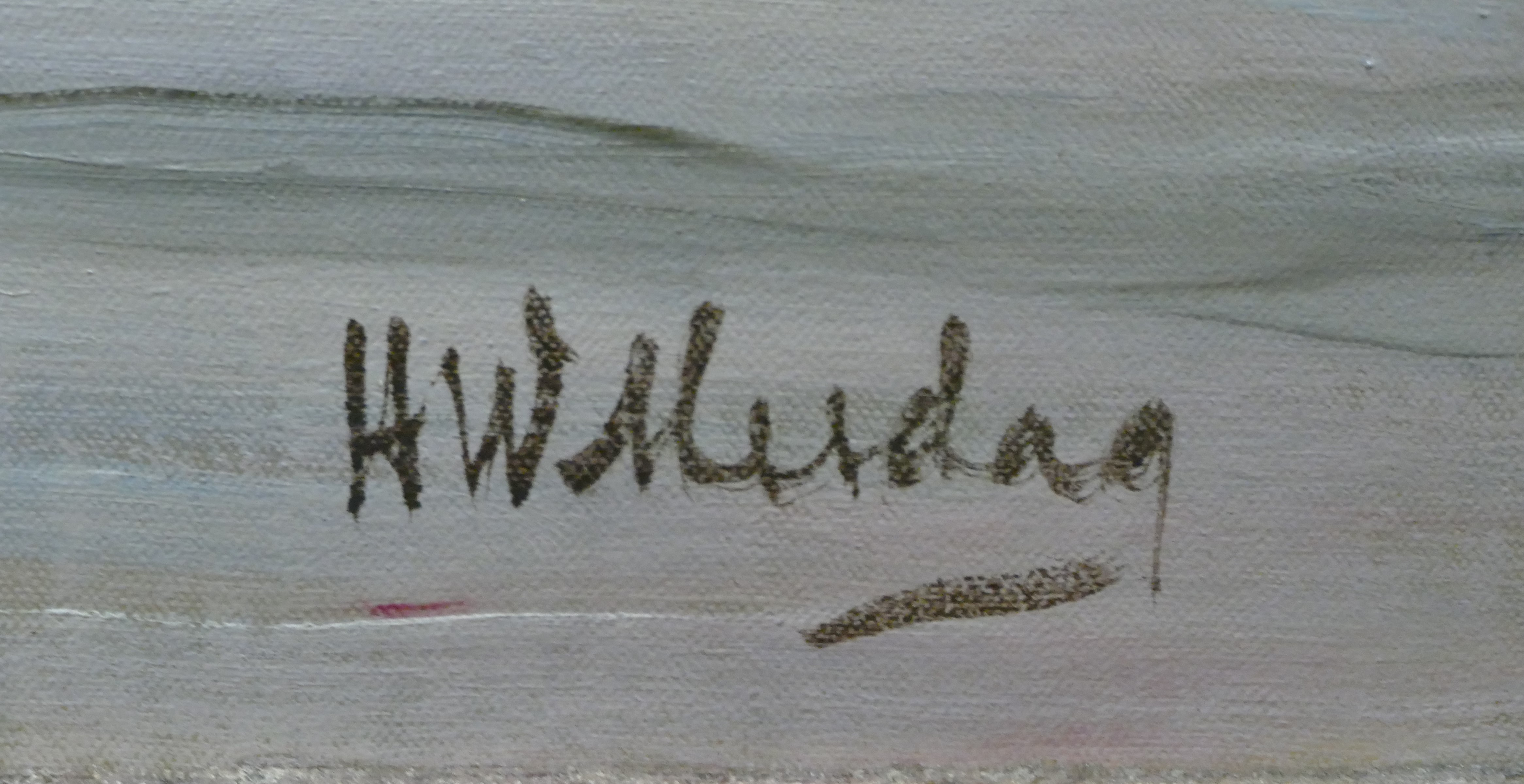
Signatur Hendrik Willem Mesdags

Hendrik Willem Mesdag (* 23. Februar 1831 in Groningen; † 10. Juli 1915 in Den Haag) war ein niederländischer Marinemaler.
Hendrik Willem Mesdag war von Beruf zunächst Börsenmakler. 1856 heiratete er Sientje van Houten, mit der er einen Sohn hatte. Nach dem Tod des Schwiegervaters wandte das Paar sich der Malerei zu, und er wurde in Brüssel Schüler von Willem Roelofs (ein bedeutender Landschaftsmaler).
Ab 1869 lebte die Familie in Den Haag, wo er begann, Meeresansichten in realistischem Stil zu malen – er kann der Haager Schule zugerechnet werden. 
Sein berühmtestes Werk ist das Panorama Mesdag, das er mit Beteiligung verschiedener Familienangehöriger (Bruder, Frau und Schwägerin) 1881 vollendete. Dieses Panorama wurde 1975 restauriert. Es zeigt Scheveningen, ein ehemaliges Fischerdorf, heute ein Strand- und Hotelviertel von Den Haag. Ein weiteres Werk, aus den 1890er-Jahren, ist das Seestück  Rückkehr der Fischer.
1906 wurde er zum assoziierten Mitglied der Königlichen Akademie von Belgien gewählt.
Mesdag war der Cousin von Lawrence Alma-Tadema.
Sein Grab befindet sich auf dem niederländischen Friedhof Oud Eik en Duinen in Den Haag.